# Opération Seelöwe

Plan de l'opération.

L'opération Lion de Mer (en allemand : Unternehmen Seelöwe, en anglais : Operation Sea Lion) était un plan d'invasion allemand de la Grande-Bretagne au début de la Seconde Guerre mondiale. Retardé à fin 1940, il fut définitivement abandonné en 1943.

## Description
Les préparatifs d'une invasion de la Grande-Bretagne commencèrent peu après la fin de la campagne de France au moment où les Allemands croyaient avoir gagné la guerre sur le front de l'Ouest. Refusant cette idée, le Royaume-Uni n'acceptait pas de commencer des pourparlers de paix ; ainsi cette opération fut-elle conçue pour briser la résistance britannique.
L'ordre primitif émane d'Hitler lui-même dans sa directive n°16 du 16 juillet 1940 : "...j'ai décidé de préparer une invasion des îles Britanniques et, si nécessaire, d'effectuer cette opération. Celle-ci est dictée par le souci d'éliminer la Grande-Bretagne en tant que base d'où l'ennemi pourrait continuer la guerre contre l'Allemagne. S'il le faut, l'île sera occupée... Je donne les ordres suivants :
1. Le débarquement devra résulter d'une traversée par surprise... de Ramsgate à l'île de Wight... Les préparatifs devront être achevés pour la mi-août
2. Les opérations préliminaires suivantes...:

a) L'aviation anglaise doit être anéantie...
b) Les routes maritimes devront être débarrassées de tout champ de mines
c) des champs de mines devront interdire... sur les deux flancs...
d) De puissantes batteries côtières devront être mises en place pour dominer et protéger toutes les eaux littorales"
Cette directive se traduisit par un important travail de la Marine même si le combat pour la supériorité aérienne était d'une importance vitale.

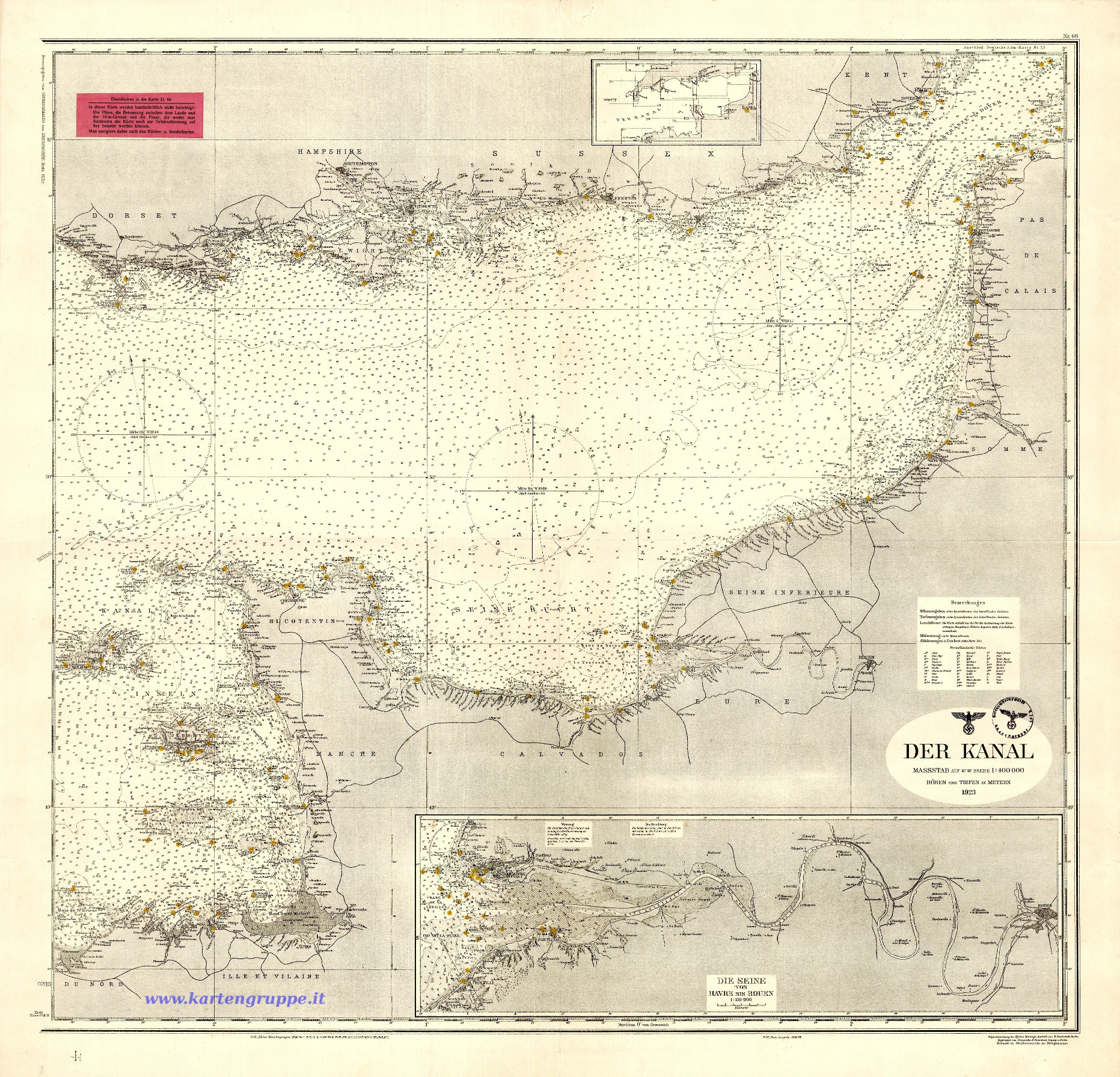
La Manche (Der Kanal), D.66 Kriegsmarine nautical chart, 1943, collection privée.

L'amiral de la Kriegsmarine Erich Raeder était à l'origine de nombreuses études de faisabilité d'un assaut naval allemand à travers la Manche. La première de ces études datait de novembre 1939 et soulignait l'importance des éléments suivants :
1. Les forces navales ennemies doivent être anéanties ou, à défaut, incapables d'intervenir ;
2. La menace de la Royal Air Force doit être supprimée ;
3. Les défenses côtières doivent être détruites ;
4. L'action des sous-marins sur les troupes d'invasion doit être empêchée.

Les plans de l'Oberkommando des Heeres préconisaient l'emploi de neuf divisions terrestres et deux divisions aéroportées de la Wehrmacht. Les sites d'invasion se trouvaient entre Douvres et Portsmouth. Les différents états-majors allemands pensaient que l'écrasement de la RAF demanderait deux à quatre semaines et qu'une fois réalisé, il n'y aurait même plus besoin de débarquer selon ce que laissait entendre le Reichsmarschall Göring.
L'opération, initialement prévue pour le 17 septembre 1940, fut par la suite reportée au 10 août ("la journée de l'aigle" selon Göring) puis à une date ultérieure car Adolf Hitler était sûr qu'en battant les Soviétiques grâce à l'opération Barbarossa prévue pour 1941, il priverait les Britanniques d'alliés en Europe qui n'auraient ainsi d'autre choix que de se rendre. 
La bataille d'Angleterre fut la conséquence de l'opération Adler, destinée à donner à la Luftwaffe la supériorité aérienne sur le front ouest et à faciliter l'invasion mais ces plans changèrent et l'opération Adler devint le Blitz : le bombardement stratégique et intensif des villes britanniques.
Par la suite, l'entrée en guerre des États-Unis et les revers de la Wehrmacht en URSS diminuèrent les chances de réussite de Seelöwe. L'incapacité des Allemands à améliorer leur situation confirmait les craintes de l'armée de terre au sujet d'une guerre sur deux fronts.
Les transports utilisés auraient été les bateaux que les Allemands avaient employés contre la France durant le franchissement du Rhin, la Kriegsmarine ne possédant pas de véritables barges de débarquement, ce qui réduisait la capacité d'acheminement d'artillerie et de blindés.
L'état-major allemand tenta d'improviser une flotte de débarquement à partir de péniches fluviales hollandaises (gabarit dit "Kampine") ou françaises (gabarit Freycinet, plus modeste) réquisitionnées, celles-ci étant plus ou moins modifiées. La plupart des péniches fluviales de l'époque (dont une bonne part était encore en bois) n'avaient aucun système de propulsion propre (traction animale depuis un chemin de hâlage ou remorquage par trains). Ces embarcations très peu marines furent équipées de moteurs de camion reliés à une hélice par un arbre relevable en oblique (façon motogodille) voire d'hélices... aériennes (montage d'un moteur d'avion sur un pylône ), procédé valable pour un hydroglisseur mais désastreux en termes de rendement sur un bateau de charge. De véritables embarcations amphibies et des péniches de débarquement bien conçues comme les MFP (Marine Fahrpram) ou Siebel Ferries existaient à l'inventaire militaire allemand, mais uniquement à l'état de prototypes ou de préséries.
La plupart des analystes militaires pensent que l'opération Seelöwe aurait eu peu de chances de réussir. Les Allemands manquaient de navires en comparaison de la flotte de la Royal Navy (la Kriegsmarine ayant subi de lourdes pertes lors de l'invasion de la Norvège). D'autre part, les pertes au sein de leurs forces aéroportées durant la bataille des Pays-Bas n'auraient pas été remplacées à temps pour cette nouvelle opération.
La Royal Navy ne pouvait cependant pas déployer la totalité de sa supériorité de dix contre un contre la Kriegsmarine car la majeure partie de la flotte britannique était engagée dans l'océan Atlantique et en Méditerranée. Néanmoins, la Home Fleet, qui assurait la protection des îles Britanniques, restait supérieure en nombre à la flotte allemande.
Les renseignements britanniques ont cru que la Luftwaffe avait un avantage de quatre contre un dans le ciel, alors qu'en réalité le rapport de force n'était pas si défavorable. Ceci amena donc la Royal Air Force à mobiliser toutes ses réserves et à accélérer la production des Spitfire. En outre, la menace de l'invasion favorisa le développement des radars qui connurent alors leur première utilisation en temps de guerre.

## Simulation de l'opération en 1974
Des jeux de guerre menés à l'Académie royale militaire de Sandhurst en 1974, qui supposaient que la Luftwaffe n'avait pas encore gagné la suprématie aérienne, concluaient que les Allemands pouvaient établir une tête de pont au Royaume-Uni en utilisant un champ de mines dans la Manche pour protéger leur assaut initial. Toutefois, les forces terrestres allemandes étaient ensuite retardées sur les Stop lines, une série de positions défensives constituées chacune d'une combinaison de barrages routiers et de troupes de la British Home Guard ; pendant ce laps de temps, les troupes régulières de l'armée britannique pouvaient se mettre en formation.
Après seulement quelques jours, la Royal Navy en provenance de Scapa Flow (Écosse) atteignait la Manche, où elle pouvait couper le ravitaillement des troupes allemandes au Royaume-Uni. Isolée et face à des troupes régulières munies de blindés et d'artillerie, la force d'invasion aurait été contrainte de se rendre.
Cette simulation ne tenait pas compte du fait que pendant l'été 1940, l'armée de terre britannique se réduisait à dix divisions dépourvues de tout leur matériel lourd qu'elles avaient dû abandonner à Dunkerque. À ces dix divisions ne détenant qu'un matériel léger, la Wehrmacht avait prévu d'opposer trois armées abondamment pourvues en blindés et artillerie… mais n'avait aucun moyen sérieux de leur faire traverser la Manche, face à l'écrasante supériorité de la flotte britannique.

## Sources et bibliographie
- Yann Mahé, « Débarquer en Angleterre ! L'impossible opération Seelöwe », dans Histoire(s) de la Dernière Guerre, no 7, septembre 2010.
- (en) F-K von Plehwe, « Operation Sea Lion 1940 », Journal of the Royal United Services Institution, mars 1973
- (en) Martin Marix Evans, Invasion! Operation Sealion 1940, Longman, 2004 (ISBN 0-582-77294-X).
- (en) Richard Cox, Operation Sea Lion, Thornton Cox, 1975 (ISBN 0-902726-17-X).